# Église Sant'Angelo in Spatha
L'église Sant'Angelo in Spatha est un lieu de l'église catholique situé à Viterbe au Latium, en Italie.
L'église est située dans le centre historique, sur la Piazza del Plebiscito.

## Histoire
L'église, dédiée selon l'historien Cesare Pinzi à saint Michel archange est déjà mentionnée dans une bulle du pape Léon IV datant d'environ 850. 
L'église doit son nom à la famille Spatha propriétaire de l'édifice dès le XIe siècle. Les premiers documents attestant de l'existence de l'église remontent à cette époque : un document de 1078 fait référence à sa fondation, et un autre de 1092 atteste de son élection en collégiale. Une plaque à l'intérieur de l'église indique la date de sa consécration par le pape Eugène III : le 8 mai 1145.
Au cours des siècles l'église fait l'objet de restaurations et rénovations : notamment, en raison de l'effondrement du clocher, en 1560 la façade est reconstruite, éliminant son portique original. Au XVIIIe siècle, le bâtiment est rénové, entraînant le remplacement de l'ancienne structure : les trois nefs, les trois absides et le toit à fermes disparaissent ; le nouveau clocher date de cette époque. L'abside du XVIIIe siècle est reconstruite après les destructions causées par les bombardements de 1944. D'autres restaurations ont été achevées en 2006.

## Description

### Extérieur
La façade a un aspect à pignon, simplement enduit et marqué sur les bords, jusqu'à la moitié de sa hauteur, par des angles lisses en pierre de taille en pépérin, avec un portail surmonté d'une lunette et trois fenêtres disposées en triangle ; perpendiculairement aux trois fenêtres se trouvent trois blasons : celui du pape Pie IV, et les deux latéraux de Piccolomini Baldini et de la commune de Viterbe. Dans la fenêtre centrale se trouve un vitrail représentant saint Michel Archange, à qui l'église est dédiée.
À droite du portail d'entrée se trouve une copie d'un sarcophage de l'époque romaine, réutilisé comme tombeau de la « Bella Galiana  », figure légendaire de Viterbe dont l'histoire est racontée par deux stèles datant du XVIe siècle et placées au-dessus du sarcophage.

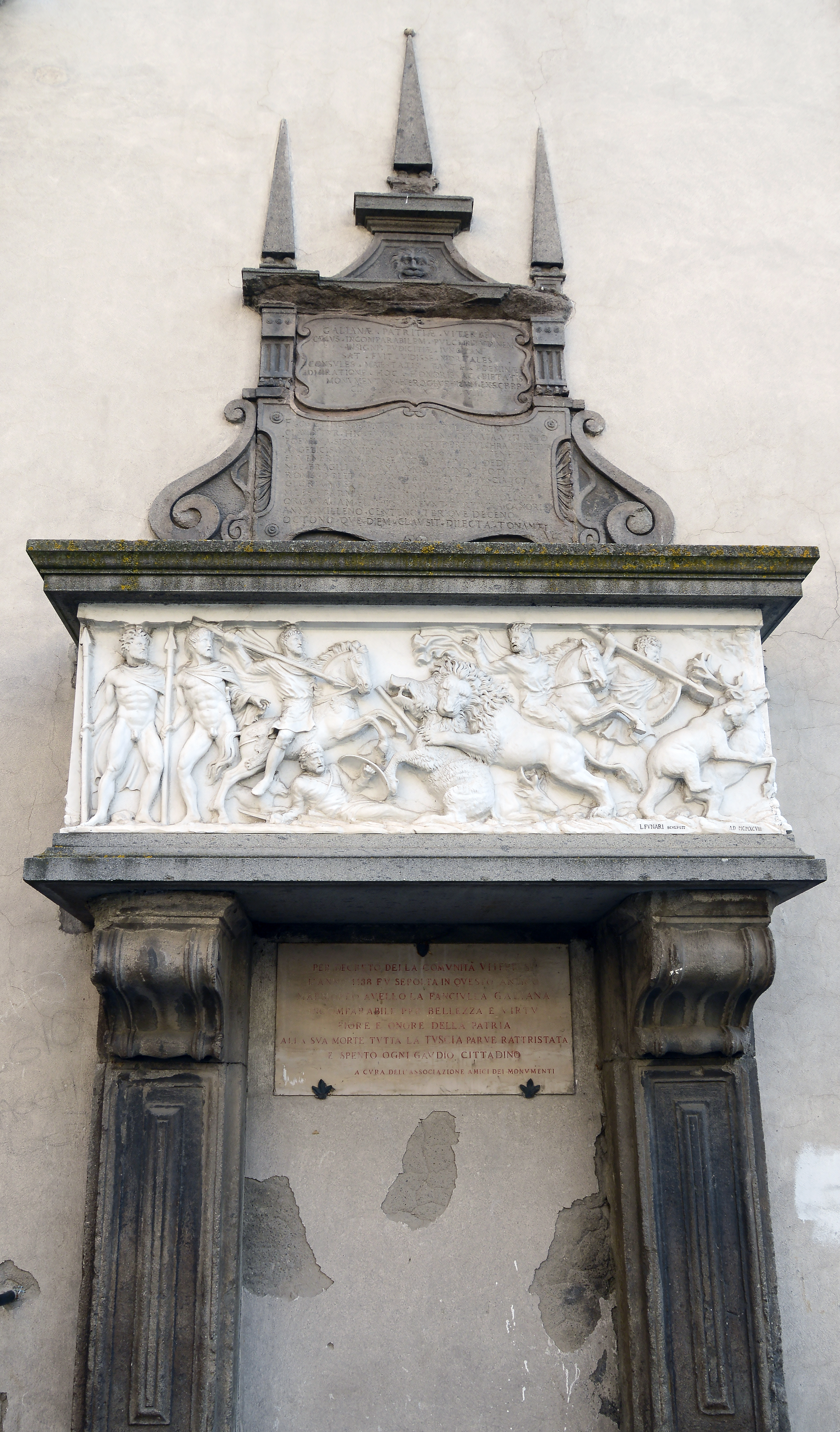
Copie du Sarcophage de Bella Galiana.

Le côté droit de l'église conserve les vestiges de l'ancienne église médiévale.

### Intérieur

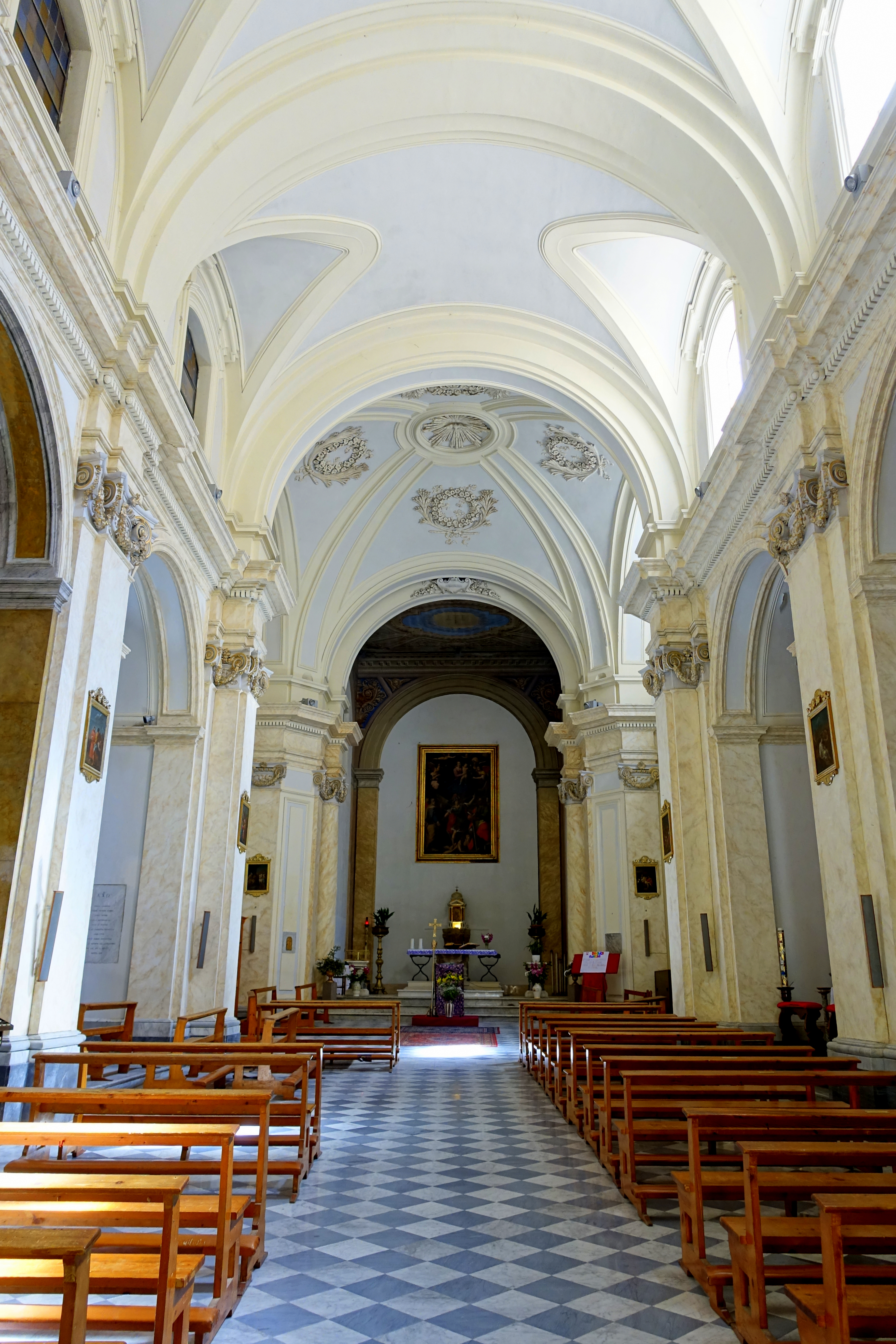
Intérieur de l'église.

L'église possède une nef unique voûtée en berceau et éclairée par cinq fenêtres ; elle possède un transept et un presbytère de plan carré avec abside ; trois chapelles de chaque côté s'ouvrent sur la nef.
La vasque en marbre, à gauche en entrant, date de l'époque romaine et sert de fonts baptismaux. Un grand chapiteau roman sert de base au maître-autel, sur lequel se trouve une grande toile de Filippo Caparozzi représentant la Vierge trônant avec l'Enfant, des anges la couronnant et des saints.
L'église conserve également des œuvres des peintres de Viterbe des XVIIe et XVIIIe siècles, un panneau du XIVe siècle représentant une Vierge à l'Enfant attribué à Andrea di Giovanni et un crucifix en bois du XIVe siècle.